# 鄭學來
鄭學來（英語：Cheng Hok Loi，1954年5月15日—2023年6月15日），生於香港，為退役香港籃球運動員，前香港籃球代表隊成員，曾在天主教祟德英文書院 、保良局馬錦明夫人章馥仙中學任職體育教師及擔任香港甲一籃球聯賽球隊飛鷹教練。2023年6月15日，鄭學來在睡夢中離世，享年69歲。

## 籃球生涯
鄭學來生於香港，中學就讀於天主教崇德英文書院，1980至82年助均安締造甲組3連冠，在1976至84年間更一直是香港籃球代表隊成員成員，早在1996年鄭學來已執教福建同時亦擔任飛鷹球員兼教練，在2003年帶領福建奪得甲一聯賽冠軍並曾培訓育出胡國鋒、香振強、梁國成及宗銘達等一代名將，又執教福建女子隊並3次當選女子甲組籃球最佳教練，直到2004年始離開福建專心執教飛鷹至2023年，於2009年球季帶領飛鷹第三次晉身季後賽，不過於季軍戰表現失準在被看高一線的情況下以場數1–2不敵首次躋身季後賽的安青再次只能獲得殿軍，一季後再次於晉身季後賽季軍戰以場數0–2不敵福建連續兩年獲得殿軍，於2013年的甲一組聯賽以6勝1負成績憑較佳對賽成績壓倒永倫首次贏得常規賽冠軍，最終飛鷹在總決賽以場數0–3不敵南華只能屈居亞軍。

## 外部連結
- 鄭學來在fiba.basketball（英语）
- 鄭學來在Eurobasket.com（教練）（英语）